# Sakramenty (Społeczność Chrystusa)
Sakramenty (inaczej Ustanowienia) postrzegane są w Społeczności Chrystusa jako służby niezbędne dla rozwoju duchowego zarówno jednostki, jak i wspólnoty w jej misji, tożsamości i orędziu, stanowiąc wspólny fundament praktyk religijnych Kościoła na całym świecie. Wyrażają one obecność Boga w życiu członków Kościoła i kapłaństwa, stanowiąc metaforyczne akty służące budowaniu i odnawianiu duchowej relacji z Bogiem. Przystępowanie do sakramentów postrzegane jest jako zawieranie z Bogiem przymierzy w odpowiedzi na jego wezwanie i łaskę. Społeczność Chrystusa praktykuje osiem sakramentów: chrzest, konfirmację, wieczerzę Pańską, zaślubiny, namaszczenie chorych, ordynację, błogosławienie dzieci i błogosławieństwo ewangelisty. Społeczność Chrystusa nie traktuje spowiedzi jako sakramentu, uznając ją jako osobistą modlitwę pokutną do Boga.

## Chrzest
W Społeczności Chrystusa, chrzest jest przymierzem inicjującym, zawieranym między poszczególną osobą a Bogiem, wyrazem wiary i zaufania do Boga. Po zawarciu chrztu osoba staje się członkiem wspólnoty. Chrzest oznacza także zobowiązanie wobec powszechnego chrześcijaństwa, uznanie i docenianie wkładu innych chrześcijan. Do zawarcia chrztu w Społeczności Chrystusa wymagany jest od katechumena „wiek odpowiedzialny” (co najmniej osiem lat). Określenie „wiek odpowiedzialny” sugeruje, że osoba w takim wieku zdolna jest do odpowiedzialności za swoje decyzje, środki, którymi dysponuje oraz całe życie. Zgodnie z tradycją Społeczności Chrystusa chrztu dokonuje się poprzez całkowite zanurzenie w wodzie. Wynurzenie z wody symbolizuje zmartwychwstanie do nowego życia. Sakramentu chrztu mogą udzielać zarówno członkowie kapłaństwa Aarona, jak i Melchisedeka.

## Konfirmacja
Konfirmacja, określana również jako chrzest Duchem Świętym, następuje po chrzcie wodnym i oznacza przyjęcie osoby do Kościoła. Jedynym warunkiem udzielenia konfirmacji danej osobie jest wcześniejsze przyjęcie przez nią chrztu w Społeczności Chrystusa. Najczęściej dokonuje się jej kilka dni lub tygodni po chrzcie, czasami jednak udzielana jest bezpośrednio po chrzcie, podczas tego samego nabożeństwa. Konfirmacji udziela się poprzez nałożenie rąk. Zazwyczaj konfirmant siada na krzesło i dwóch członków kapłaństwa Melchisedeka nakłada swoje ręce na głowę konfirmanta, po czym jeden z nich zmawia modlitwę konfirmacyjną. Nie ma żadnych reguł co do jej treści.

## Błogosławienie dzieci
Błogosławienie dzieci sankcjonuje pojawienie się nowego życia w społeczności zborowej. Sakrament ten opiera się na sprawozdaniach ewangelii o Jezusie, który przyjmował i błogosławił dzieci; symbolizuje i dowodzi Bożej miłości i troski o najmłodszych. Udzielany jest do ósmego roku życia. Zazwyczaj dzieci członków Kościoła są błogosławione podczas pierwszych sześciu miesięcy po urodzeniu, chociaż błogosławi się także starsze dzieci oraz dzieci osób zaprzyjaźnionych z Kościołem. Sakramentu tego mogą udzielać jedynie członkowie kapłaństwa Melchisedeka.

## Wieczerza Pańska
Wieczerza Pańska jest obchodzona regularnie w każdą pierwszą niedzielę miesiąca, a także przy specjalnych okazjach. Tradycyjnie używa się niesfermentowanego soku z winogron oraz pełnoziarnistego chleba, choć można używać również innych emblematów do celebracji sakramentu w zależności od regionu, kultury, potrzeb i możliwości. Sakrament wieczerzy Pańskiej może być sprawowany zarówno przez członków kapłaństwa Aarona, jak i Melchisedeka. Społeczność Chrystusa nie uznaje rzeczywistej obecności ciała i krwi Chrystusa w emblematach sakramentalnych.

## Zaślubiny
Społeczność Chrystusa uważa, że ślub powinien odbywać się zgodnie z prawem danego kraju, co czyni go wyjątkowym spośród innych sakramentów Kościoła. Śluby wewnątrzkościelne są zawierane podczas publicznych zgromadzeń, co zazwyczaj ma miejsce w ramach nabożeństwa. Są one udzielane zarówno przez członków kapłaństwa Aarona, jak i Melchisedeka. Kościół uznaje za ważne także małżeństwa usankcjonowane przez urzędników państwowych czy duchownych innych wyznań.

## Namaszczenie chorych
Sakrament namaszczenia chorych jest dostępny zarówno dla członków, jak i osób niezwiązanych z Kościołem. Każdemu, kto jest w złym stanie zdrowia, czy to fizycznym, czy psychicznym, lub cierpi w jakikolwiek inny sposób, może być udzielone namaszczenie. Celem tego sakramentu jest zapewnienie potrzebującego o Bożej trosce i opiece oraz o zainteresowaniu Kościoła tą osobą. Namaszczenie odbywa się zazwyczaj tylko w obecności dokonującego namaszczenia członka kapłaństwa. Sakramentu udziela się albo w oddzielonym pomieszczeniu Kościoła, albo w domu chorego, bądź też w szpitalu. Sporadycznie można udzielać namaszczenia w obecności osób trzecich lub jako część nabożeństwa. Sakrament ten jest sprawowany wyłącznie przez członków kapłaństwa Melchisedeka.

## Ordynacja
Ordynacja jest obrzędem przez który nadaje się władzę i odpowiedzialność kapłańską. Udziela ona kompetencji do sprawowania pewnych obowiązków. Władza ta jest nadawana poszczególnym osobom przez Boga i Kościół.

## Błogosławieństwo ewangelisty
Błogosławieństwo ewangelisty (dawniej: patriarchalne) służy jako sposobność dla Boga do utwierdzenia i wsparcia osób w ich życiowych przedsięwzięciach. Doświadcza się go poprzez nałożenie rąk i modlitwę skupiającą się na Bożej twórczej miłości w życiu danej osoby, rodziny czy zboru. Błogosławieństwo jest doświadczeniem, które pomaga poznać siebie, swoje wartości i zdolności, jak również cel i sens życia. Sakrament może być udzielony konkretnej osobie, rodzinie lub całemu zborowi. Nie istnieją żadne ograniczenia związane z wiekiem, rasą, płcią, wyznaniem czy stanem społecznym, które by uniemożliwiały przyjęcie tego sakramentu. O błogosławieństwo ewangelisty można prosić wiele razy, w różnych momentach życia. Sakrament ten jest sprawowany wyłącznie przez członków porządku ewangelistów.